# تفشي (لغة)
التفشي لغة: الانتشار. واصطلاحًا: انتشار الريح في الفم عند النطق بالحرف، ولها حرف واحد؛ وهو الشين.